# 蔭山貞吉
蔭山 貞吉（かげやま さだきち、1886年〈明治19年〉12月27日 - 1950年〈昭和25年〉6月13日）は、日本の政治家、陸軍軍人。衆議院議員（3期）。旧姓・橘。

## 経歴
大阪府川辺郡、のちの小田村（現尼崎市）の橘家に生まれ、1917年（大正6年）蔭山しな の養子となり、1918年（大正7年）家督を相続した。
1907年（明治40年）陸軍士官学校（19期）卒。卒業後、京都帝国大学に派遣され、政治、経済学を学ぶ。陸軍歩兵少佐に進み大阪歩兵第8連隊大隊長となり退官した。その後、全国土地区画整理組合顧問、三和特殊製鋼、阪神急行自動車、日ノ丸無尽各(株)重役、(株)日本造機所社長となる。
1928年の第16回衆議院議員総選挙において兵庫2区(当時)から立憲政友会公認で立候補したが次点で落選。しかし、選挙後同じ選挙区で当選した山邑太三郎の死去により繰り上げ当選となった。1930年の第17回衆議院議員総選挙で落選。1932年の第18回衆議院議員総選挙で復帰。1936年の第19回衆議院議員総選挙で再選。1937年の第20回衆議院議員総選挙で落選。1942年の第21回衆議院議員総選挙では非推薦で出馬したが落選した。1950年死去。